# Anne-Marie Colchen
Anne-Marie Colchen (ur. 8 grudnia 1925 w Hawrze, zm. 26 stycznia 2017 w Sanary-sur-Mer) – francuska lekkoatletka (specjalistka skoku wzwyż) oraz koszykarka.
Olimpijka z Londynu (1948) – zajęła wówczas 14. miejsce w gronie skoczkiń wzwyż. W 1946 roku zdobyła złoty medal mistrzostw Europy w skoku wzwyż. Dwa razy poprawiała rekord Francji w skoku wzwyż. Oprócz lekkoatletyki trenowała także koszykówkę. Rozegrała 63 mecze w drużynie narodowej wygrywając z nią brązowy medal mistrzostw świata w Santiago w 1953 roku.